# 芸術に恋して!
『芸術に恋して!』（げいじゅつにこいして）は、2001年10月19日から2003年3月28日までテレビ東京系列局で放送されていた教養番組である。テレビ東京とネクサスの共同製作。みずほフィナンシャルグループの単独提供。放送時間は毎週金曜 22:00 - 22:54 （日本標準時）。
ヴァイオリニストの高嶋ちさ子が司会を務めていた番組で、毎回多彩なゲストをスタジオに招いては彼らと芸術の魅力などについて語り合っていた。

## 出演者
- 高嶋ちさ子（ヴァイオリニスト） - 司会を担当。
- 西岡文彦（版画家、当時多摩美術大学講師） - 番組公式サイトではゲスト扱いにされていたが、番組には毎回出演していた[1]。